# Sheldon Lettich
Sheldon Lettich (Nova York, 14 de janeiro de 1951) é um roteirista e diretor americano.

## Filmografia (realizador)
- 1990 - Lionheart
- 1991 - Duplo Impacto
- 1993 - Only the Strong
- 1997 - Perfect Target
- 2000 - The Last Patrol
- 2001 - The Order
- 2006 - The Hard Corps